# Cuống lá

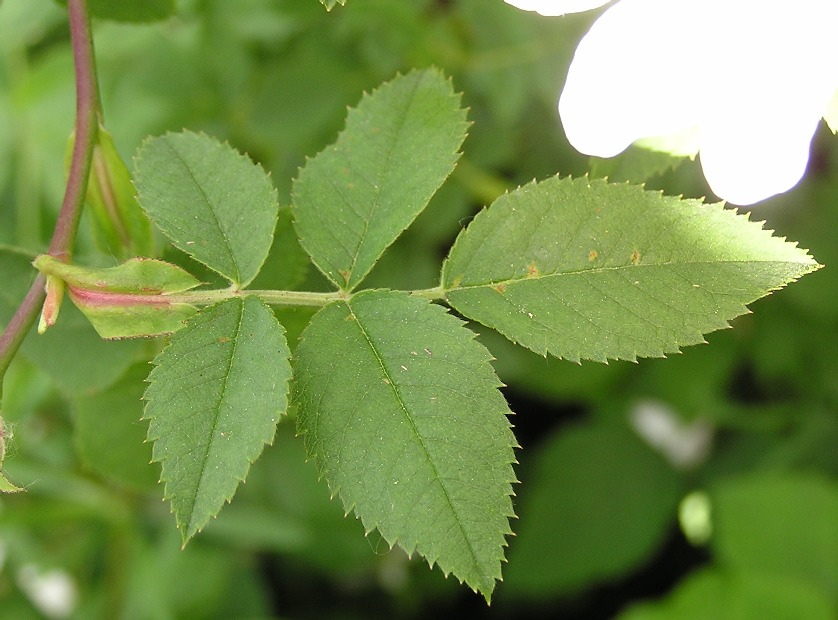
Lá tầm xuân (Rosa canina), cho thấy cuống lá, hai lá kèm, trục và năm lá chét.

Trong thực vật học, cuống lá (tiếng Anh: petiole) là cuống gắn kết phiến lá với thân cành.:87 Cuống lá là phần chuyển tiếp giữa thân cành và phiến lá.:171 Tại một số loài xuất hiện một bộ phận nhỏ mọc thành đôi ở gốc cuống lá gọi là lá kèm (hay lá bẹ). Những lá thiếu mất cuống lá thì gọi là lá không cuống (sessile hay epetiolate).

## Hình thái

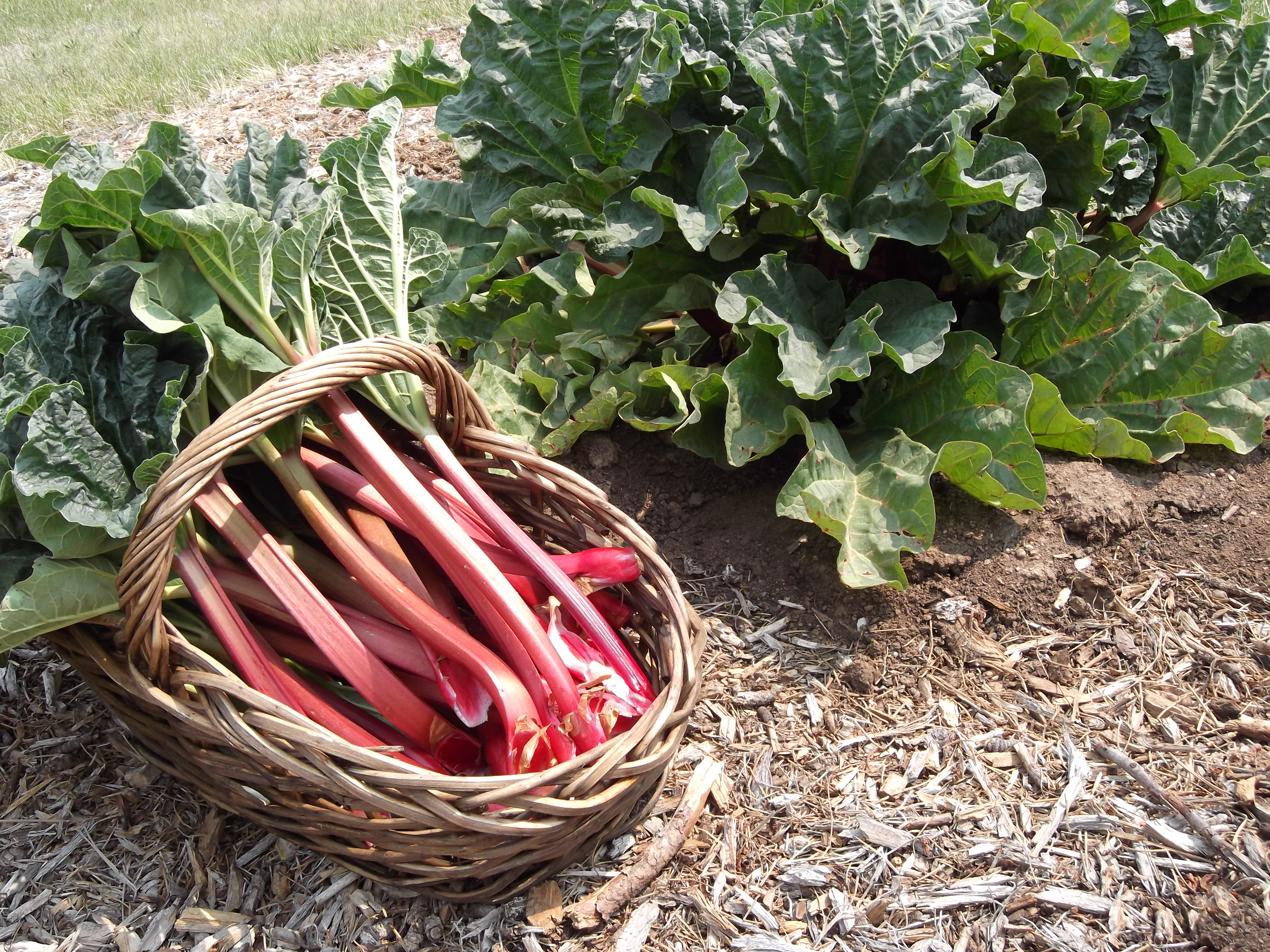
Cuống lá cây đại hoàng

Cuống lá là cuống đính kèm một lá với thân cành thực vật. Ở những lá có cuống, cuống lá có thể dài, như lá cần tây và đại hoàng, ngắn hoặc hoàn toàn không có, trong trường hợp này phiến lá sẽ đính kèm trực tiếp với thân cành và trở thành lá không cuống. Những lá có cuống phụ thì nằm gần cuống lá, hay có một cuống lá cực ngắn, và có khả năng trở thành lá không cuống.:157 Họ Orobanchaceae là một ví dụ về họ thực vật luôn có những lá không cuống.:639 Ở vài nhóm thực vật khác, như chi Veronica, lá có cuống và không cuống có thể xuất hiện trong những loài khác nhau.:584
Ở cỏ (họ Hòa thảo), lá không có cuống, nhưng phiến lá có thể bị kẹp tại mép nối với bẹ lá để hình thành nên cuống lá giả (pseudopetiole), như ở loài tre Pseudosasa japonica.:391
Ở cây lá kép, lá chét gắn với phần tiếp nối của cuống lá gọi là trục (rachis).:98 Mỗi lá chét có thể đính kết với trục bằng một cuống ngắn gọi là cuống nhỏ hay cuống lá chét (petiolule).:87 Một số cây có những vùng phồng căng tại gốc cuống lá gọi là thể gối (pulvinus),:97 hình thành từ một mô linh hoạt cho phép lá cử động. Thể gối có mặt phổ biến ở họ Đậu và họ Dong. Thể gối nào nằm trên một cuống lá thì gọi là pulvinulus.
Ở một số thực vật, cuống lá lại dẹt và trải ra, trở thành cuống dạng lá (phyllode) hay thân dạng lá (cladophyll), và những lá thật có thể tiêu giảm hoặc biến mất. Dẫn đến, cuống dạng lá sẽ đảm nhận những chức năng của lá. Cuống dạng lá xuất hiện phổ biến ở chi Keo (Acacia), đặc biệt là những loài bản địa Úc, từng có lúc được xếp vào phân chi Phyllodineae dưới Acacia.

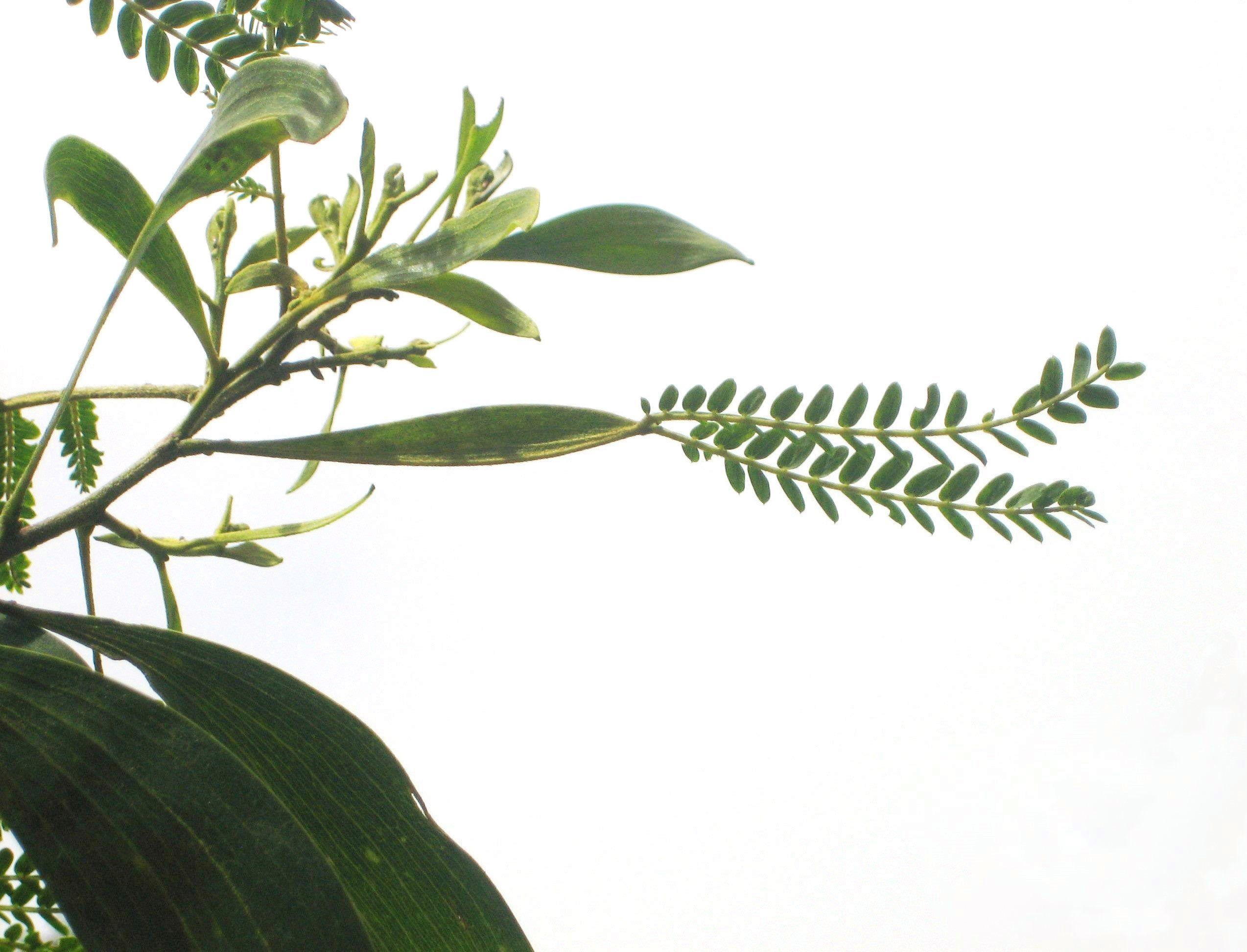
Loài Acacia koa với cuống dạng lá giữa cành và lá kép

Ở loài keo Acacia koa, cuống dạng lá dai cứng và dày, giúp cây sống sót qua những điều kiện môi trường căng thẳng. Ở thực vật thủy sinh ngập một phần dưới nước, cuống lá giữ các lá trôi nổi tại những độ sâu cách biệt, lúc này cuống lá là phần trung gian giữa mắt và thân.
Ở những cây như đại hoàng (Rheum rhabarbarum), cần tây (Apium graveolens), atisô và rau ca đông (Cynara cardunculus), cuống lá là phần thu hoạch có thể ăn được. Cuống lá đại hoàng phát triển trực tiếp từ thân rễ và tạo lá tại đầu tận cùng. Người ta phân loại đại hoàng là một loại rau về mặt thực vật học và là một loại quả về mặt ẩm thực.